# Evangelista Gonzaga

Stemma dei Gonzaga

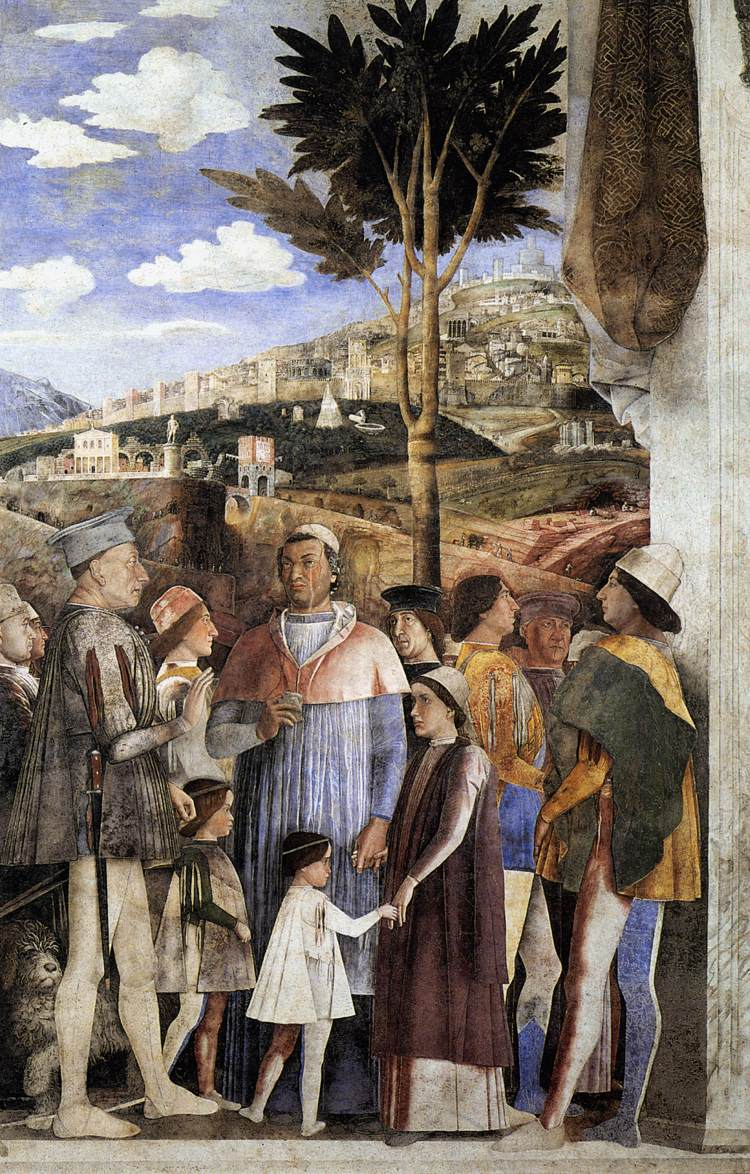
Andrea Mantegna, Camera degli sposi, Parete dell'incontro, Mantova 1465-1474.

Evangelista Gonzaga (Mantova, 1440 – Mantova, maggio 1492) è stato un militare italiano.

## Biografia
Era figlio naturale di Carlo Gonzaga, nato da una relazione con una certa Dionigia.
Entrò giovanissimo come uomo d'armi alla corte dei Gonzaga e fu al servizio di tre marchesi: prima di Ludovico, poi di Federico per il quale ricoprì il ruolo di comandante delle truppe gonzaghesche, quindi di Francesco.
Nel 1484 fu accusato di aver tramato una congiura contro Francesco II Gonzaga che, anziché condannarlo a morte, lo imprigionò nella Torre della Fame del castello di Castellaro. Nel 1491 venne scagionato e liberato, dopo la scoperta che portò a Francesco Secco come ispiratore della congiura.
Morì nel maggio 1492 e venne sepolto nel Santuario delle Grazie, alle porte di Mantova.
Venne probabilmente ritratto da Andrea Mantegna nella celeberrima Camera degli sposi, Parete dell'incontro, a fianco di Federico I Gonzaga.

## Ascendenza
|                     |  |                      | Genitori               |  |  | Nonni                 |  |  | Bisnonni            |  |
|                     |  |                      |                        |  |  | Gianfrancesco Gonzaga |  |  | Francesco I Gonzaga |  |
|                     |  |                      |                        |  |  | Gianfrancesco Gonzaga |  |  | Francesco I Gonzaga |  |
|                     |  | Margherita Malatesta |                        |  |  | Gianfrancesco Gonzaga |  |  |                     |  |
| Carlo Gonzaga       |  |                      |                        |  |  | Gianfrancesco Gonzaga |  |  |                     |  |
|                     |  | Paola Malatesta      | Malatesta IV Malatesta |  |  |                       |  |  |                     |  |
|                     |  | Paola Malatesta      | Malatesta IV Malatesta |  |  |                       |  |  |                     |  |
|                     |  | Paola Malatesta      | Elisabetta da Varano   |  |  |                       |  |  |                     |  |
| Evangelista Gonzaga |  | Paola Malatesta      |                        |  |  |                       |  |  |                     |  |
|                     |  |                      |                        |  |  |                       |  |  |                     |  |
|                     |  |                      |                        |  |  |                       |  |  |                     |  |
|                     |  |                      |                        |  |  |                       |  |  |                     |  |
| Dionigia            |  |                      |                        |  |  |                       |  |  |                     |  |
|                     |  |                      |                        |  |  |                       |  |  |                     |  |
|                     |  |                      |                        |  |  |                       |  |  |                     |  |
|                     |  |                      |                        |  |  |                       |  |  |                     |  |
|                     |  |                      |                        |  |  |                       |  |  |                     |  |